# Hechtbarbe
Die Hechtbarbe (Luciobarbus esocinus) gehört zu den Karpfenfischen und ist mit Ausnahmegewichten von über 100 Kilogramm eine der größten Arten der Cypriniden.

## Namen und Bezeichnung
Die Hechtbarbe, engl. Mangar, Pike Barb oder Tigris Salmon. Letzterer Name ist irreführend, denn Hechtbarben sind nicht mit den Lachsen verwandt. Synonym wurden auch die wissenschaftlichen Namen Barbus esocinus, Barbus euphrati, Labeobarbus euphrati oder Luciobarbus esocinus verwendet. 
Im Irak und in Syrien wird sie als "Bizz" سمك البز bezeichnet.
Auf Persisch heißt sie بچ, بل زرد, سس ماهي oder سونگ, Anezh, Narbach oder arabisch Farch.

## Vorkommen
Die Hechtbarbe kommt endemisch in den Flüssen Tigris und Euphrat sowie anderen Gewässern des Zweistromlandes im Irak und Iran vor. Im Irak wurde sie in den Flüssen Zab und Diyala und im Iran im Simareh, Dez und Karun nachgewiesen. Außerdem ist sie in einigen Flüssen und Stauseen Syriens und der östlichen Türkei verbreitet.

## Beschreibung und Lebensweise
Das Profil des Kopfes ist geradlinig beziehungsweise leicht konkav. Der obere Augenrand tangiert das Kopfprofil. Das Maul ist relativ groß und endständig, die Lippen hingegen dünn. An der Unterlippe fehlt der  mittlere Hautlappen. Die Barteln sind schmal, die vorderen erreichen maximal den vorderen Nasenflügel und
das Hintere den Vorder- oder Mittelrand  des Auges.
Die Hechtbarbe ähnelt ihrem Aussehen stark der europäischen Flussbarbe und bewohnt ebenfalls schnellfließende und sauerstoffreiche Gewässerbereiche. Hechtbarben ernähren sich von Kleintieren, werden bei entsprechender Größe aber zunehmend fischfressende Raubfische. Ihr Rücken ist oliv- bis dunkelgrün gefärbt und geht an den Flanken in ein gelbliches Farbmuster über. 
Bei idealen Lebensbedingungen kann sie bis 2,30 Meter lang und bis 140 Kilogramm schwer werden.
Ein 2010 mit dem Netz gefangenes Exemplar mit 123 Kilogramm Gewicht und 2,25 Metern Länge stammt aus der türkischen Karakaya-Talsperre in Südostanatolien.
Im Flusssystem des Euphrat und Tigris ist Barbus esocinus der größte Süßwasserfisch und wegen Überfischung und Flussregulierung stark in seinem Bestand bedroht
Der Staudammbau des Atatürk-Damms in der Türkei im Oberlauf des Euphrats bedroht ebenfalls den Bestand dieser Art.
Bis auf den Laichaufstieg der Fische im April bis Mai, ist über die Biologie der Hechtbarbe nur sehr wenig bekannt.